# 工人党 (哥斯达黎加)
工人党（西班牙語：Partido de los Trabajadores，缩写为PT）是哥斯达黎加的一个托洛茨基主义政党。该党成立于2012年5月1日，由一些大学生建立。该党的意识形态是共产主义、马克思主义、托洛茨基主义。该党的政治立场是极左翼。该党的青年翼是“转向社会主义青年运动”。该党是国际工人联盟—第四国际的成员。